# Peter Walsh
Pour les articles homonymes, voir Walsh.
Peter Walsh, né le 9 janvier 1954, est un ancien joueur australien de basket-ball. Il évolue durant sa carrière au poste de pivot.